# Štít (geologie)
Štít v geologii znamená velkou stabilní část zemské kůry. Tyto štíty tvoří jádra dnešních kontinentů, proto se jim také říká pevninské štíty. Jedná se převážně o nízko položené oblasti s mírně zvlněným povrchem. Jsou budované velmi starými vyvřelými a metamorfovanými horninami, které po svém zpevnění jen zvětrávají a prodělávají pomalé a dlouhotrvající zdvihy a denudaci. Nejstarší horniny světa (stáří 2,5 až 3,5 miliardy let) se nacházejí v jádrových oblastech štítů.
Horniny štítu jsou obnažené nebo těsně pod povrchem, bez významné vrstvy usazenin. Tím se štít liší od platformy.

## Seznam pevninských štítů
- Africký štít
- Antarktický štít
- Arabský (arabsko-núbijský) štít
- Australský štít
- Baltský štít
- Brazilský štít
- Grónský štít
- Guyanský štít
- Indický štít
- Kanadský štít
- Sibiřský štít